# Sasha Calle
Sasha Marie Calle Roldán (Boston, Massachusetts, 7 de agosto de 1995), conocida como Sasha Calle, es una actriz estadounidense, de ascendencia colombiana, es conocida por su papel de Lola Rosales en la telenovela de CBS The Young and the Restless y recientemente por interpretar Supergirl en la película de The Flash de DC Studios.

## Biografía

### Primeros años de vida
Sasha Calle nació en Boston (Massachusetts). Se graduó de la American Musical and Dramatic Academy donde obtuvo una licenciatura en Bellas Artes. Posteriormente, se trasladó a Medellín, Colombia, ciudad de origen de su madre, donde vivió por varios años, antes de regresar a Estados Unidos.

### Carrera profesional
En septiembre de 2018 se unió al elenco de la telenovela The Young and the Restless como la chef Lola Rosales. Recibió una nominación al premio Emmy como Mejor intérprete joven en una serie dramática en 2020 por su actuación. En febrero de 2021 fue elegida para su primer papel cinematográfico para interpretar a la superheroína Supergirl en el Universo Extendido de DC, comenzando con la película The Flash, que se estrenó en junio de 2023.

## Filmografía

### Películas
| Año  | Título          | Rol                   | Notas | Ref.  |
| ---- | --------------- | --------------------- | ----- | ----- |
| 2023 | The Flash       | Kara Zor-El/Supergirl |       | [ 6 ] |
| 2025 | On Swift Horses | Sandra                |       |       |

### Televisión
| Año       | Título                     | Rol          | Notas                                                             | Ref.  |
| --------- | -------------------------- | ------------ | ----------------------------------------------------------------- | ----- |
| 2017      | Socialmente torpe          | Virginia     | Miniseries                                                        | [ 4 ] |
| 2018-2021 | The Young and the Restless | Lola Rosales | Función principal: 14 de septiembre de 2018 - 15 de junio de 2021 |       |